# 中央特殊武器防護隊
中央特殊武器防護隊（ちゅうおうとくしゅぶきぼうごたい、Central Nuclear Biological Chemical Weapon Defense Unit:CNBC）は、陸上自衛隊大宮駐屯地（埼玉県さいたま市北区）に駐屯する陸上総隊直轄の対NBC兵器専門の化学科部隊である。

## 概要
隊長は1等陸佐（二）が充てられ、陸上総隊（平時は東部方面隊直属）直轄の機動運用部隊である。前身は地下鉄サリン事件や東海村JCO臨界事故に出動した事で知られる第101化学防護隊であり、国内任務では方面隊を増援し、特殊武器つまりNBC兵器によって汚染された地域の偵察および除染を行う。
NBCとは、Nuclear,Biological,Chemicalの事で、核兵器・生物兵器・化学兵器の総称である。
地下鉄サリン事件以後、現在に至るまで世界で唯一人口密集地での化学兵器テロに対応した経験を持つ。

## 沿革
第301化学発煙中隊
- 1956年（昭和31年）1月：陸上自衛隊化学教育隊隷下の第301化学発煙中隊として富士駐屯地に新編。
- 1957年（昭和32年）10月15日：

1. 化学教育隊（富士駐屯地）が陸上自衛隊化学学校に改編し、第301化学発煙中隊が同校に隷属。
2. 第301化学発煙中隊が富士駐屯地から大宮駐屯地へ移駐。

第101化学防護隊
- 1970年（昭和45年）8月5日：第301化学発煙中隊（大宮駐屯地）が第101化学防護隊に称号変更。
- 1995年（平成07年）3月20日：地下鉄サリン事件後地下鉄内に残されたサリンの除去のため専門職として部隊創設後初めて実働派遣された。
- 2001年（平成13年）3月27日：第101化学防護隊が東部方面隊に直轄部隊として編合。

第101特殊武器防護隊
- 2007年（平成19年）3月28日：第101化学防護隊（大宮駐屯地）が第101特殊武器防護隊に称号変更し、東部方面隊隷下から中央即応集団隷下に隷属替え。

中央特殊武器防護隊
- 2008年（平成20年）3月26日：部隊改編。

1. 第101特殊武器防護隊（大宮駐屯地）を廃止し、中央特殊武器防護隊に改編。
2. 第102特殊武器防護隊および第103特殊武器防護隊を大宮駐屯地に新編し、中央特殊武器防護隊に編合。

- 2011年（平成23年）3月：東日本大震災による福島第一原子力発電所事故対応のため初の原子力災害派遣を行う。3月14日に3号機の水素爆発により4人の隊員が負傷した[1]。
- 2018年（平成30年）3月27日：中央特殊武器防護隊が中央即応集団廃止に伴い陸上総隊隷下に編合[2][3]。

## 部隊編成
- 中央特殊武器防護隊本部
- 中央特殊武器防護隊本部中隊「中特防-本」
  - 中隊本部
  - 発煙小隊：発煙機３形
  - 対焼夷小隊：液体散布車、粉末散布車
- 第102特殊武器防護隊「102特防」
  - 第102特殊武器防護隊本部
  - 偵察小隊：NBC偵察車
  - 除染小隊：除染車3型（B）
  - 監視班
- 第103特殊武器防護隊「103特防」
  - 第103特殊武器防護隊本部
  - 偵察小隊：NBC偵察車
  - 除染小隊：除染車3型（B）
  - 監視班

## 主要幹部
| 官職名               | 階級    | 氏名     | 補職発令日     | 前職                                                                                   |
| -------------------- | ------- | -------- | -------------- | -------------------------------------------------------------------------------------- |
| 中央特殊武器防護隊長 | 1等陸佐 | 森本克也 | 2025年03月24日 | 陸上自衛隊教育訓練研究本部研究調整官 兼 防衛装備庁防衛イノベーション科学技術研究所勤務 |

| 代 | 氏名     | 在職期間                        | 前職            | 後職                  |
| -- | -------- | ------------------------------- | --------------- | --------------------- |
|    | 湯田和彦 | 0000年00月00日 - 2005年03月22日 |                 |                       |
|    | 米倉宏晃 | 2005年03月23日 - 2006年07月31日 |                 |                       |
| 末 | 笠畑忠嗣 | 2006年08月01日 - 2007年03月27日 | 第1化学防護隊長 | 第101特殊武器防護隊長 |

| 代 | 氏名     | 在職期間                        | 前職              | 後職 |
| -- | -------- | ------------------------------- | ----------------- | ---- |
| 01 | 笠畑忠嗣 | 2007年03月28日 - 2008年03月25日 | 第101化学防護隊長 |      |

| 代 | 氏名       | 在職期間                        | 前職                                                                                    | 後職                                    |
| -- | ---------- | ------------------------------- | --------------------------------------------------------------------------------------- | --------------------------------------- |
| 01 | 宇都宮昭栄 | 2008年03月26日 - 2010年11月30日 | 技術研究本部 技術開発官（陸上担当）付 第5開発室長                                       | 陸上自衛隊化学学校教育部長              |
| 02 | 岩熊真司   | 2010年12月01日 - 2012年12月03日 | 技術研究本部 技術開発官（陸上担当）付 第5開発室長                                       | 陸上自衛隊化学学校教育部長              |
| 03 | 平野邦治   | 2012年12月04日 - 2014年07月31日 | 北部方面総監部装備部後方運用課長                                                        | 陸上幕僚監部装備部武器・化学課 化学室長 |
| 04 | 竹内綱太郎 | 2014年08月01日 - 2016年03月22日 | 陸上幕僚監部装備部武器・化学課 化学室長                                                 | 北部方面総監部装備部長                  |
| 05 | 田子和明   | 2016年03月23日 - 2017年07月31日 | 陸上自衛隊化学学校教育部長                                                              | 陸上自衛隊化学学校副校長 兼 企画室長    |
| 06 | 椿新吾     | 2017年08月01日 - 2019年03月22日 | 防衛装備庁長官官房装備開発官付 第5開発室長 兼 プロジェクト管理部装備技術官付            | 陸上自衛隊教育訓練研究本部勤務          |
| 07 | 松原泰孝   | 2019年03月23日 - 2022年03月13日 | 防衛装備庁プロジェクト管理部 事業監理官付事業計画調整官                                 | 陸上自衛隊教育訓練研究本部主任教官      |
| 08 | 生田敬三   | 2022年03月14日 - 2023年07月31日 | 陸上自衛隊教育訓練研究本部                                                              | 陸上自衛隊化学学校教育部長              |
| 09 | 吉澤隆夫   | 2023年08月01日 - 2025年03月23日 | 陸上自衛隊化学学校教育部長                                                              | 陸上幕僚監部総括副監察官                |
| 10 | 森本克也   | 2025年03月24日 -                | 陸上自衛隊教育訓練研究本部研究調整官 兼 防衛装備庁防衛イノベーション 科学技術研究所勤務 |                                         |

## 主要装備
- 化学防護車
- NBC偵察車
- 除染車3型（B）
- 液体散布車
- 粉末散布車
- 発煙機３形
- 化学防護衣４形

## 廃止（改編）部隊
- 1970年（昭和45年）8月4日廃止
  - 第301化学発煙中隊（大宮駐屯地）：第101化学防護隊に称号変更。
- 2007年（平成19年）3月27日廃止
  - 第101化学防護隊「101化防」（大宮駐屯地）：第101特殊武器防護隊に改編。
- 2008年（平成20年）3月25日廃止
  - 第101特殊武器防護隊「101特防」（大宮駐屯地）：中央特殊武器防護隊に改編。

## 福島原発での放射線防護服の問題
2011年（平成23年）3月の東北地方太平洋沖地震後に発生した福島第一原子力発電所事故において、防衛省は中央特殊武器防護隊を現場に派遣した。隊員は鉛を服の前面に入れた放射線を防ぐ防護服を装備していたものの、横方向からの放射線には弱く効果は限定的とされ、陸自は原子炉を冷却する地上での注水支援作業を取りやめることとなった。中央特殊武器防護隊の隊員が着用している化学防護衣では、高レベル放射線を防げないと判断したものとみられる。